# Carlos Campano Jiménez
Carlos Campano Jiménez (Dos Hermanas, provincia de Sevilla, 15 de septiembre de 1985) es un piloto de Motocross español, campeón del mundo en la categoría MX3 en 2010.

## Palmarés
- Campeón del Mundo en 2010 de MX3.